# Vieux pont (Pont-sur-Yonne)
Le « vieux pont » est un pont de pierre situé à Pont-sur-Yonne, en France.

## Localisation
Lié à l'histoire de la ville, le pont est situé dans le département français de l'Yonne, sur la commune de Pont-sur-Yonne.

## Description
Pont de pierre, de facture classique construit sous Louis XIV par l'architecte Libéral Bruant, plusieurs fois remanié et dont il ne reste plus que trois arches. Sa construction s'étala sur seize années, de 1684 à 1700.
Il se composait de cinq arches entre la rive gauche et l'Île et de trois ou quatre arches entre l'Île et la rive droite, ces dernières écroulées en 1738 et remplacées par deux arches.

## Historique
En 1814, pendant la campagne de France, le génie français fit sauter l'une des arches du pont.
Le 15 juin 1940, la 4e arche en partant de la rive gauche sauta pour retarder l'avancée allemande. L'aqueduc de la Vanne subit le même sort, à Villeperrot, afin d' empêcher les Allemands de l’utiliser pour franchir l’Yonne.
Le pont fut progressivement détruit entre 1942 et 1946. En effet, la construction d’un nouveau pont métallique et le choix de son tracé en 1935 condamnèrent une partie du « vieux pont » à la démolition. En 1941, le nouveau pont métallique fut ouvert à la circulation, puis le « vieux pont » fut progressivement déconstruit.
Les restes de l'édifice ont été inscrits au titre des monuments historiques en 1997 à la demande de la ville.
En 2021, la municipalité s'est vu attribuer 79 000 € de la Fondation du patrimoine. Les travaux prévus doivent permettre de renforcer le pont, d’installer un ponton en bois et en métal et d’éclairer l’ouvrage.